# Shara Nelson
Pour les articles homonymes, voir Nelson.
Shara Nelson, née en 1965 à Londres, est une chanteuse et compositrice britannique.
Elle est notamment connue pour son travail avec le groupe Massive Attack dans les années 1990 (singles Unfinished Sympathy et Safe from Harm).

## Discographie
Albums studio
- 1991 : Blue Lines avec Massive Attack
- 1993 : What Silence Knows
- 1995 : Friendly Fire
- 1999 : All Systems Gone avec Presence
- 2013 : TBC New Studio Album